# Państwowy Monopol Spirytusowy

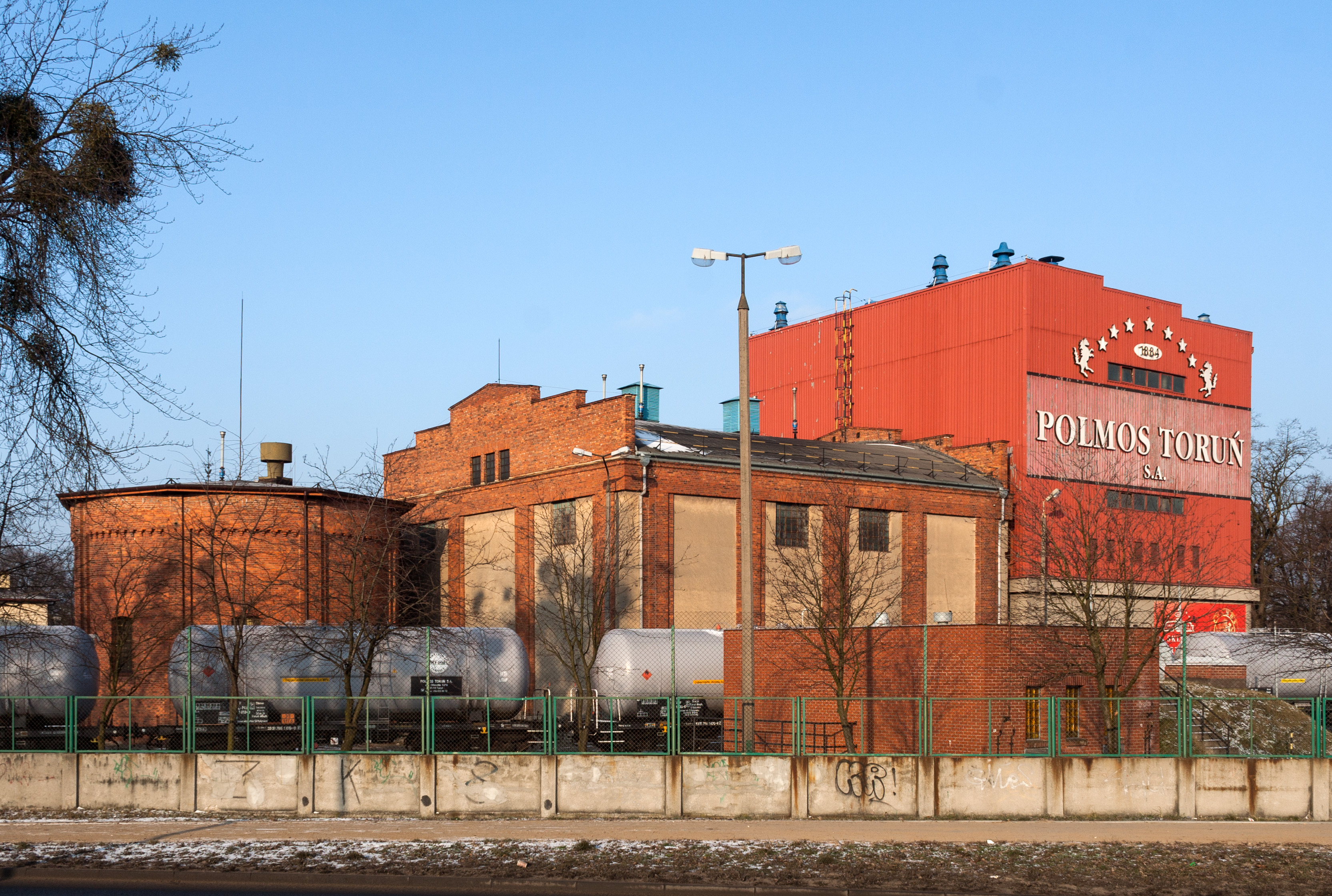
Dawny Zakład Przemysłu Spirytusowego Polmos Toruń, obecnie Toruńskie Wódki Gatunkowe w Toruniu

Państwowy Monopol Spirytusowy – instytucja powołana do istnienia w 1919 po odzyskaniu przez Polskę niepodległości do kontroli nad produkcją spirytusu i obrotem wyrobami spirytusowymi. Monopol funkcjonował nieprzerwanie do wybuchu wojny w 1939. Zadaniem Monopolu była koordynacja produkcji w całym kraju, corocznie także wyznaczał obowiązującą cenę surowego spirytusu gorzelnianego w każdym województwie, jak również limity produkcji poszczególnym gorzelniom. Spirytus wyprodukowany ponad wyznaczony limit skupowany był po cenach znacznie niższych, niepokrywających kosztów produkcji.
Po wojnie Państwowy Monopol Spirytusowy reaktywowano, początkowo (1944) z siedzibą w Lublinie, w następnym roku przenosząc jego siedzibę do Warszawy. Do roku 1948 Monopol funkcjonował na zasadach podobnych do przedwojennych, koordynując produkcję i ceny oraz limitując poszczególne małe gorzelnie. Od roku 1946 postępowała stopniowa nacjonalizacja gorzelni prywatnych, niektóre zaś – wobec braku zamówień ze strony Monopolu – musiały zostać zlikwidowane. W wyniku tych przekształceń kilkaset niewielkich gorzelni rolniczych weszło w skład Państwowych Gospodarstw Rolnych, oprócz nich funkcjonowało także kilkanaście dużych gorzelni przemysłowych.
W 1949 Monopol przekształcono w Centralny Zarząd Przemysłu Spirytusowego, a ten w 1959 w Zjednoczenie Przemysłu Spirytusowego i Drożdżowego. Po dalszych trzynastu latach, w 1972 w miejsce Zjednoczenia powołano Państwowe Przedsiębiorstwo Przemysłu Spirytusowego „Polmos”.